# Har Dvora
Har Dvora (hebrejsky: הר דבורה, arabsky: Džabal Sartaba) je hora o nadmořské výšce 437 metrů v Izraeli, v Dolní Galileji.
Leží mezi městem Nazaret Ilit a obcí Daburija. Jižně od hory začíná rovinaté a zemědělsky využívané Jizre'elské údolí, kterým protéká vodní tok Nachal Tavor. Na východní straně se zvedá izolovaný vrch hory Tavor. Z vrcholu se nabízí kruhový výhled na okolní krajinu. Svahy hory jsou přeážně zalesněné včetně lesního komplexu pojmenovaného na počest Winstona Churchilla. Nachází se tu památník k výročí stříbrné svatby britské královny Alžběty II. V roce 2001 byl vrch začleněn z iniciativy Židovského národního fondu do turistické trasy z nedaleké vesnice Bejt Kešet.